# Madonna como un icono feminista

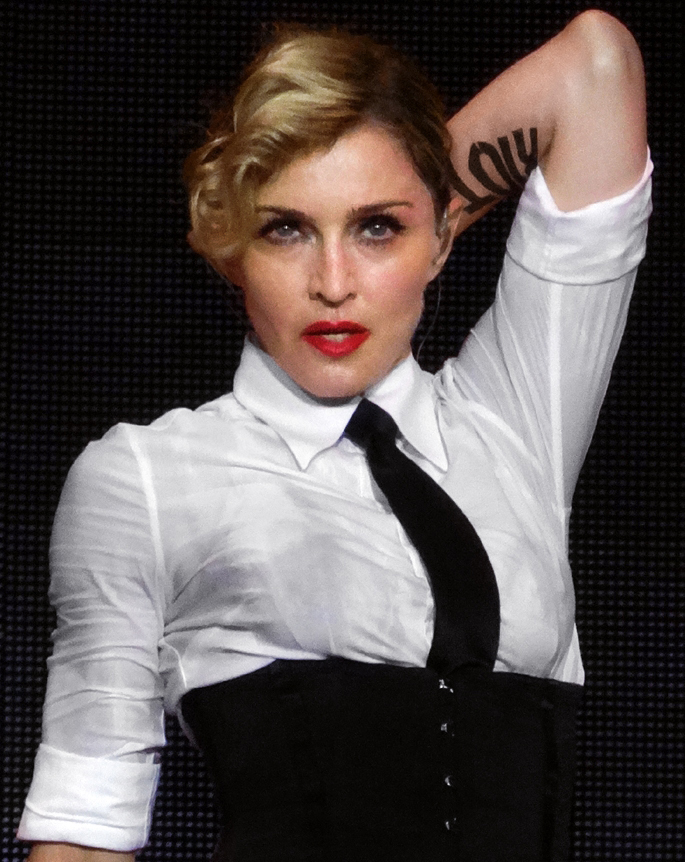
Madonna en concierto durante el 2012.

Madonna es una artista estadounidense considerada un ícono del feminismo, de las mujeres y vista como una fuente de empoderamiento que perpetua los estereotipos machistas. Su posición en el movimiento del feminismo ha generado diversos estudios y análisis de escrutinio por parte de científicos sociales, académicos y estudiosos de la mujer, dando origen a volúmenes de material sobre el futuro del feminismo, la teoría queer y las relaciones de género. Además, las revisiones de su trabajo han servido como un arquetipo para examinar a las artistas femeninas en cada etapa de sus carreras. En 1990, la profesora y crítica feminista, Camille Paglia consideró de Madonna como «el futuro del feminismo». El profesor Sut Jhally la ha llamado «un icono feminista casi sagrado».
Considerada como la «reina del trastorno del género», Madonna se ha convertido en el icono más popular de la versión posmoderna de feminidad. Eduardo Gutiérrez Seguro de la revista Quien comentó que «el feminismo sufrió un completo makeover» con ella, y la escritora Jessica Valenti redactó en su libro Madonna and Me: Women Writers on the Queen of Pop (2012) «seguro, una Madonna dio a luz a Jesús... pero nuestra Madonna dio luz al 'femme-inismo'». El biógrafo Andrew Morton anotó en su libro Madonna (2002) que «ella es un indiscutible icono femenino de la era moderna». También la citó como «una de las mujeres más fascinantes y enigmáticas de la historia actual». Sin embargo, ha generado grandes debates entre los sectores feministas, con la comentarista australiana Melinda Tankard acusándola de «hipócrita».
Para los expertos, Madonna es responsable de un cambió total del rol de las mujeres en la historia de la música. Fue la primera en tomar control completo de su música e imagen, y la figura femenina eminente que explotó plenamente el potencial del vídeo musical. Es así como Madonna se convirtió en la primera estrella del pop femenina y la primera mujer en demostrar su sexualidad con comercialidad y aprobación. Esto abrió la puerta para lo que las artistas femeninas podrían hacer y es permitido hacer. Así, los académicos de la Universidad de Oviedo dicen que «Madonna es la única mujer que lleva una carrera en el mundo de la música tan larga y exitosa a nivel masivo». Susan Sarandon expresó que «la historia de las mujeres en la música popular casi puede dividirse en antes y después de Madonna».
En su carrera que abarca cuatro décadas, Madonna ha tenido una reputación intermitente como la mujer más famosa del Planeta, y según universidades de Europa en un método científico, es la mujer más influyente de la historia humana. Asimismo, es considerada por autores y pensadores, como la músico más influyente, grandiosa y emblemática de todos los tiempos y la artista femenina de mayores ventas musicales en la historia, reconocida por el Libro Guinness de los Récords.

## Contexto
Según el editor de El Telégrafo, Fausto Rivera Yánez, «su madre murió cuando apenas tenía cinco años de edad, y este suceso determinaría su futuro como artista y mujer, pues en una entrevista dijo: "Pienso que una de las razones principales por la que puedo expresarme libremente y no sentirme intimidada ante nada, fue no haber tenido a mi madre, pues ellas te enseñan modales y, definitivamente, yo no aprendí ninguna de esas reglas y regulaciones"».
Madonna siempre ha defendido los derechos de la mujer. Por ejemplo, en su cuenta de Instagram posteó en una ocasión: «La última gran frontera es la lucha por la igualdad de las mujeres. Seguimos siendo el grupo más marginal. De hecho, seguimos entrando solo en dos categorías: o vírgenes o prostitutas. Si tienes una cierta edad no puedes expresar tu sexualidad, ser soltera o salir con hombres más jóvenes que tú». En 2008, ella se defendió como feminista y dijo que a pesar de que «se puede vestir como la típica rubia tonta, ella está a cargo de su vida y carrera».

## Análisis

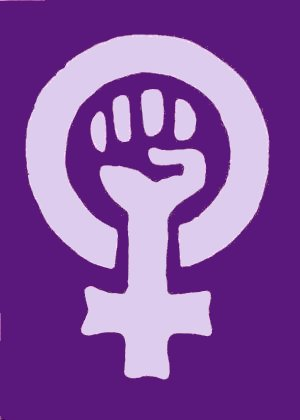
Un símbolo que se ha utilizado en movimientos feministas.

La obra de Madonna ha sido analizada desde diferentes puntos de vistas académicos, incluyendo del feminismo y los roles de género. Irene G. Rubio del periódico Diagonal comenta que «el romance entre el feminismo y la "Reina del Pop" comienza con la deslumbrante irrupción de Madonna a principios de los [años] 80 en la escena musical». La académica Pau Pitarch expresa que «la intensa expansión de su imagen alienta la sospecha sobre su verdadera postura política y contribuye a la apertura de un debate feminista encarnizado en torno a su figura».
Los autores han hecho un análisis más extenso del feminismo en los vídeos musicales de la artista y sus giras. Por ejemplo, en «Justify My Love» la profesora Camille Paglia expresó que «las feministas dicen "basta de máscaras", pero Madonna dice que no sómos más que máscara». En el vídeo de «Papa Don't Preach» la intérprete pretende dar un mensaje que las decisiones de las mujeres son individuales. Durante el The Virgin Tour sus letras eran himnos de incitación, lo cual era celebrado por mujeres y feministas que vieron en ella la posibilidad de trasladar el discurso académico a la vida social (e inclusive a la militancia política). El periodista Marco Tulio López comenta que en ese entonces, su marca de «"Boy Toy" no era una frase casual»; generó controversia porque contrariaba la crítica que buscaba disipar y des-simbolizar el cuerpo femenino como objeto de placer, control y propiedad del hombre. Luego vendría «Material Girl» y «los ánimos se crispaban más», señaló Marco. Pitarch destaca que «desde la des-generación en "Justify My Love", o su danza drag en "Express Yourself" hasta la dominadora espacial del Blond Ambition World Tour, resulta evidente que su único objetivo es simular y deconstruir las "verdades" del sexo y género». El director y guionista Joan Marimón Padrosa reseñó de «Express Yourself» que la artista «representa una paradigma de una feminidad sexualizada».
El psicólogo y teórico cultural estadounidense John Fiske, comenta que la imagen de Madonna en la película Buscando a Susan desesperadamente —una chica independiente, encantada de haberse conocido, que desafiaba a quien se atreviese a llamarle "puta" porque le importaba un bledo lo que pensasen de ella— era la fascinación que generaba entre las jóvenes. Paglia señalaba para entonces que el feminismo americano tenía serios problemas con los hombres, pues a todos los condensaba en el discurso «patriarcal», pero Madonna «ama a los hombres reales, ve la belleza de la masculinidad en todo su áspero vigor y perfección atlética sudorosa». También admira a los hombres que en realidad son como las mujeres: transexuales y drag queens extravagantes, los héroes de la rebelión de Stonewall de 1969, que comenzó el movimiento de liberación gay.
Robert Miklitsch en el libro From Hegel to Madonna apuntó que aunque la artista como figura de los medios ha influenciado el discurso racial en Estados Unidos a través de vídeos como «Like a Prayer», su mayor impacto ha sido en su discurso de género. Para muchas mujeres, ella «representa la imagen de una mujer fuerte, en el sentido sexual y económico». La ensayista Eloy Fernández Porta expresó que «Madonna le hizo más bien a la teoría de género que la teoría de género a ella, porque su "caso" obligó a abrir el foco, sacar el feminismo del gueto universitario y de los departamentos de arte y prestar atención a las posibilidades críticas que a veces se realizan en la moda y la cultura de consumo». Monica Szurmuk, doctora en literatura de la Universidad de California llegó a la conclusión de que la artista «se va recreando en negociación con la industria del espectáculo, va jugando con nuevos roles y transformándose». Señala que así no se queja de la industria con todos sus bemoles, sino que las utiliza. También indició que «ella experimenta con todas las definiciones culturales y sociales de la mujer desde la performance: una estrella porno, una buena chica católica, una femme fatale de la década del cincuenta y Evita. Todos estos roles se presentan desde el juego, desde la proyección de imágenes para ser vistas».
El editor de El Telégrafo, Fausto Rivera Yánez, comenta que «detrás de la letra de la canción "Like a Virgin" y de su performance (en los MTV Video Music Awards 1984) como novia rebelde, el mensaje era claro: ¡Mujeres, pueden perder la virginidad las veces que quieran, con la persona que deseen! Suena naturalmente imposible, pero culturalmente significaba confrontar a la gastada moralina de instituciones como la iglesia y el matrimonio». El autor de referencia también indicó que, «a la par que conseguía más seguidores, se abría frente con diversos grupos conservadores de su país y del mundo». La poeta y editora Rosemary Sullivan expresó lo siguiente:

Útil es, quizás, el rechazo absoluto de Madonna de la culpa de la mujer, de la sensación de estar obligada por lo que los demás piensan de ella. Para ella la feminidad es una actuación: una misma se recrea, una misma puede cambiar con trajes y disfraces su manera de presentarse ante los demás. Es una quien impone las normas a su propia vida.

## Contradicción

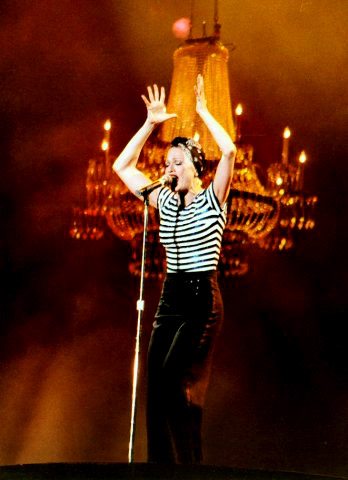
Madonna durante el Girlie Show Tour en 1993, una época criticada por feministas.

El académico francés Georges-Claude Guilbert en el libro El mito Madonna escribió que la artista «refleja las contradicciones de la sociedad contemporánea en temas como el feminismo». El periodista Marco Tulio López explicó que durante la década de 1980, «la consentida de las feministas era Cindy Lauper, pero la exitosa era Madonna». Él también comenta que las feministas no veían en ella la defensa de ser dueña del cuerpo propio, la autodeterminación, la sexualidad libre y la crítica del placer hegemónico. «Era una vulgar mujer y mal ejemplo» apuntó Marco. A lo largo de su carrera, muchas de sus canciones y videoclips han sido duramente criticados por las feministas. Por ejemplo, «Papa Don't Preach» donde aborda el tema del embarazo en adolescentes y «Open Your Heart» donde adoptó una imagen andrógina. Aparte, su libro Sex recibió fuertes críticas por parte de grupos feministas «anti-porno».
Ante el debate y críticas negativas hacía la figura de Madonna dentro del movimiento, Irene G. Rubio del periódico Diagonal concluyó que se debe a la evolución que ha tenido la cantante. Así, comenta que «su apropiación de la subcultura gay se leía ahora como una simple fascinación por lo exótico». Por su parte, Bell Hooks dice que la evolución de la artista pone «en descubierto la forma en que envejecer como mujer en una sociedad sexista puede minar la alianza de cualquier mujer con la política radical, con el feminismo». La filósofa feminista, Susan Bordo comenta que «ese cuerpo que reivindicaba Madonna como terreno para el disfrute ocultaba que era producto de una férrea disciplina y un trabajo físico durísimo». Pitarch señala que «las feministas la acusan de no ir más allá, de quedarse en los límites de la deconstrucción, de no militar en ningún bando». La autora de referencia también indica que para un sector de feministas, «se queda en el mero reflejo e, incluso, acentúa su postura conservadora al utilizar el mercado como máquina estratificante que opera no tanto para borrar las diferencias, sino para reordenarlas con el fin de producir nuevas fronteras, menos ligadas a los territorios que a la distribución desigual de los bienes en los mercados». Fausto Rivera Yánez de El Telégrafo dijo lo siguiente:

No todos han visto en esta mujer la plena representación de lo que podría denominarse como una «auténtica liberación femenina», más bien, la han acusado de haberse convertido en el instrumento necesario de una emergente industria cultural pop vaciada de contenidos, pero reforzada de estereotipos: mujer rubia, blanca, atlética, fashion y estilizada. Asimismo, se la ha etiquetado de usurpadora, pues gran parte de su estética y propuesta musical se nutre de la imaginería religiosa, de las culturas negras, de los discursos de las diversidades sexuales y de contextos geopolíticos coyunturales.

Según la experta en teoría de género, Coral Herrera, Madonna escogió la figura de la mujer mala para escandalizar a la sociedad puritana estadounidense. «Y sí, contribuyó al empoderamiento femenino de unas cuantas mujeres occidentales, heterosexuales y lesbianas de clase media, pero ese empoderamiento no es feminismo, porque es individualista» concluye. Beatriz Gimeno señala que se debe a que «con su sola presencia socavaba el concepto de género al asumir la femineidad como representación paródica».
La investigadora cultural, María Ptqk, no considera que Madonna refuerce estereotipos patriarcales. Ella comenta que «su feminidad extrema es totalmente paródica». También determinó que «lo más interesante y lo más político de una figura como Madonna es precisamente la superficie: la imagen, la estética, los códigos visuales, todo eso. Su potencia está precisamente en que pone de manifiesto la artificialidad. La contraparte es que esa superficie adquiere un papel central». Juan Faerman en el libro Faceboom: El nuevo fenómeno de masas Facebook escribió que «algunos se atreven a insinuar que la eterna juventud de Madonna está lograda a costa de su feminidad». María Bilbao, promotora del Ladyfest explica:

En general considero que su figura ha contribuido más a la liberación que a la alienación, sobre todo porque llegaba a muchas más mujeres que otros iconos mas alternativos e ideológicamente puros (Slits, Raincoats, Mecca Normal, etc.). Pero como personaje del sistema no deja de ser también un instrumento del mismo. Lo que me hace pensar en ella como un icono feminista es que ha contribuido a que las mujeres pudieran verse a sí mismas como sujetos, aunque su personaje fuera construido desde un papel al final patriarcal, consumista, etnocentrista. Resumiendo: democratizó la idea de la mujer como protagonista y como agente de su propia acción.

En 1993, se hizo una conferencia en la Universidad de California en Santa Bárbara. Se le llamó Madonna: Feminist Icon or Material Girl? y se centró en la dualidad de Madonna, vista como icono femenino y a su vez, como la «chica material». Se dedujo que no era sencillo decidir cuál de las dos se le aplicaba. Algunos feministas presentes abandonaron el lugar diciendo que no habían logrado formarse una opinión.

## Legado

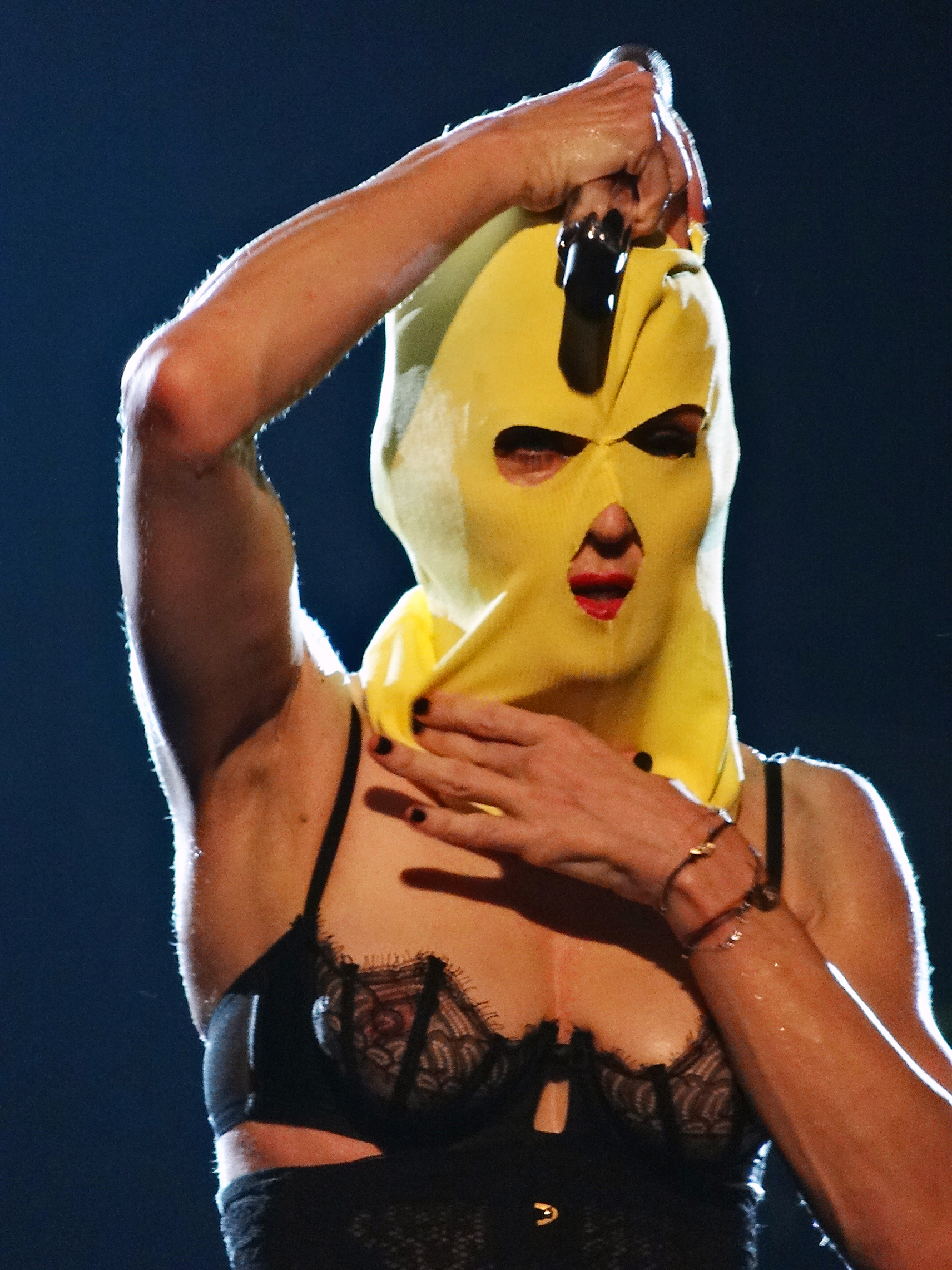
Madonna durante el MDNA World Tour en apoyo con el colectivo ruso feminista, Pussy Riot.

En su carrera que abarca cuatro décadas, Madonna ha tenido una reputación intermitente como la mujer más famosa del Planeta. El académico francés Georges-Claude Guilbert dijo: «en la prensa estadounidense, británica, australiana y francesa (mis cuatro fuentes principales), se toma generalmente por sentado que Madonna es la mujer más famosa en el mundo». Uno de los aspectos más importantes de su legado dentro del movimiento, es que llegó a ser una figura revolucionaria que cuestionó los límites del género. Juan Miguel Freire de El Periódico de Catalunya comenta que ella «explotaba y exploraba su propia sexualidad con una autoridad que la convirtió en icono feminista sagrado». El uso por parte de la artista de imágenes sexuales benefició su carrera y cambió la opinión pública sobre la sexualidad y el feminismo. Así, es responsable de un cambio en la mentalidad y el comportamiento de las mujeres y cómo la sociedad interpreta estos cambios.
Según Michiko Kakutani, Madonna es la «reina del trastorno de género». Académicos han concluido que se ha convertido en el icono más popular de la versión posmoderna de feminidad. Eduardo Gutiérrez Seguro de la revista Quien comentó que «el feminismo sufrió un completo makeover» con ella. La escritora Jessica Valenti redactó en su libro Madonna and Me: Women Writers on the Queen of Pop (2012) «seguro, una Madonna dio a luz a Jesús... pero nuestra Madonna dio luz al 'femme-inismo'». El biógrafo Andrew Morton anotó en su libro Madonna (2002) que «ella es un indiscutible icono femenino de la era moderna». También la citó como «una de las mujeres más fascinantes y enigmáticas de la historia actual». La sexóloga Ana Fernández para el curso de la artista en la Universidad de Oviedo dijo que ella era un verdadero «ícono para las mujeres».
El escritor Mick St Michael escribió que el «girl power vino con Madonna». En el libro Doing Gender in Media, Art and Culture (2009) los autores notaron que la artista, como una celebridad femenina, una performance e icono pop «es capaz de inquietar y generar debates así como reflexiones feministas». La feminista , Sheila Jeffreys dijo que Madonna demuestra la ocupación de las mujeres en lo que Monique Wittig llama la categoría de sexo, poder y parece abrazar alegremente el rendimiento de la corvée sexual asignado a las mujeres. Marco Tulio comenta que aunque «Madonna y las feministas han tenido más desacuerdos... siempre se ha mostrado como un foco de conservatismo en la lucha por la liberación/igualdad de la mujer. Se convirtió en un fenómeno contracultural en plena época ultraconservadora de Reagan en Norteamérica y de Thatcher en el Reino Unido». El autor de referencia hizo un análisis más extenso y concluyó:

«Es discutible su contribución a la igualdad de la mujer, es decir, hay millares de artistas femeninas en el mundo pero sólo una con el éxito de Madonna y ésa es ella misma. En la palestra de artistas que recaudan cientos de millones de dólares anuales, entre montones de hombres y rock n’ roll aristocrático, sobresale una sola mujer: Madonna. En efecto, no se puede apuntar el peso de la liberación femenina sobre una sola mujer, pero sin duda, Madonna ha sido de esas personas dispuestas a dar la cara, mostrarse como desea y hablar de lo que nadie habla más allá del germen de lo políticamente correcto y lo académico, porque, es evidente, que si lo académico funcionara los movimientos sociales no tendrían por qué existir».

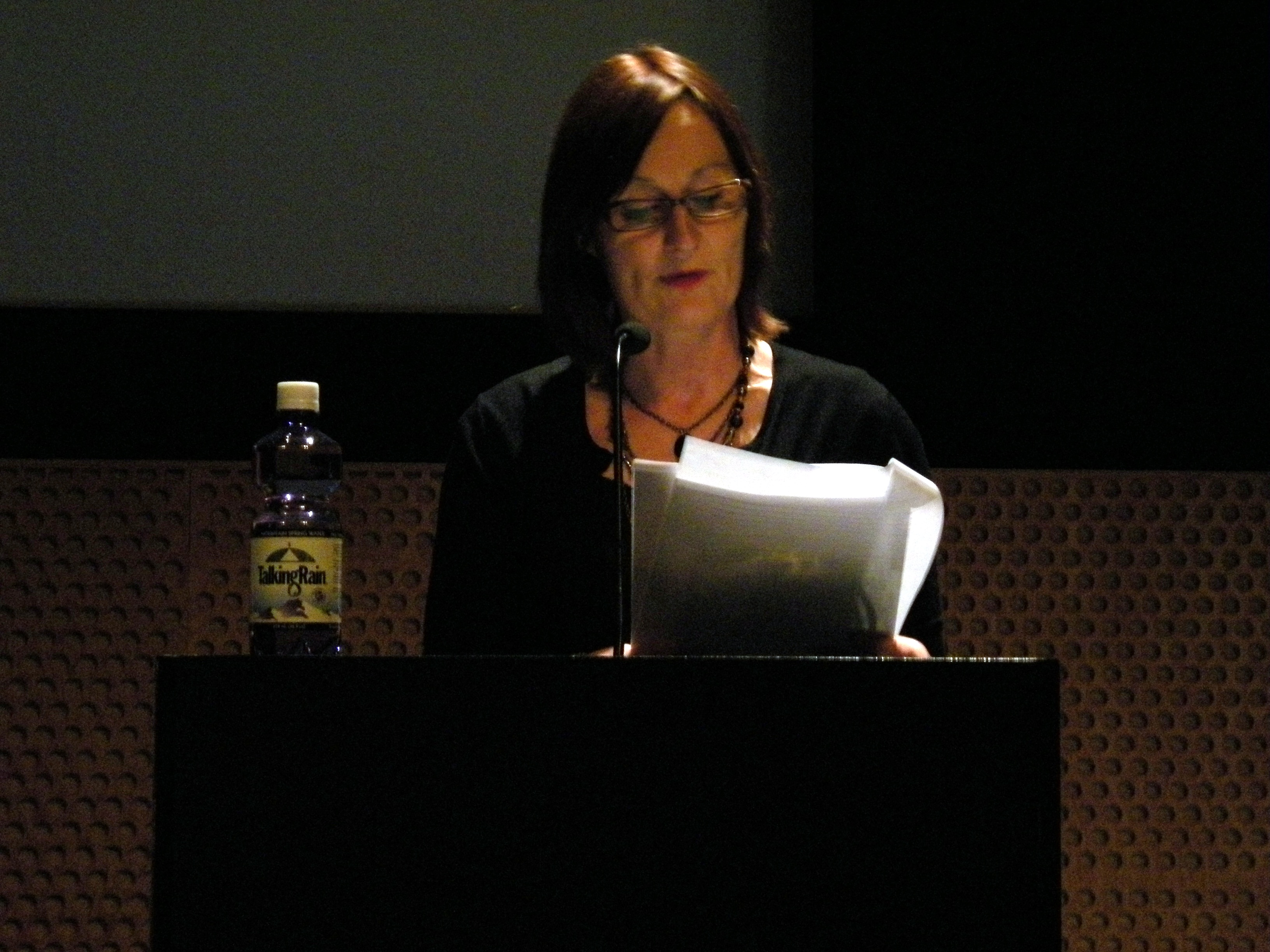
Lucy O'Brien, experta en los estudios feministas, ha sido una de las muchas autoras que han escrito biografías sobre Madonna en un enfoque feminista.

Camille Paglia en una columna para el The New York Times en 1990, apuntó que Madonna era el «futuro del feminismo» y encarnó en la cantante la nueva visión que deberían tener las feministas de fines del siglo XX. Bell Hooks reconocía que para ella y para otras feministas jóvenes confinadas en la academia, «Madonna era un símbolo de poder y creatividad femeninos: sexy, seductora, seria y fuerte». También comentó que «durante mucho tiempo, su presencia transgresora fue un faro, una luz guía, trazando el camino de las artistas feministas que iban a tomar el poder».
En palabras de María Bilbao del Ladyfest, las actitudes de los ídolos de la cultura popular generan debates que permean de forma sutil y contribuyen a la creación de pensamiento. Así, llega a la conclusión de que «si no hubiese existido Madonna a lo mejor tampoco el riot grrrl, o lo hubiesen tenido más complicado...». El editor June Fernández escribió que «es positivo que en una sociedad tan mojigata como la nuestra, en la que la sexualidad de las mujeres sigue siendo reprimida, silenciada y regulada existan mujeres como Madonna, que se reivindican como sujetos de deseo sin miedo al estigma "puta". Creo que, aparte de contar con una contracultura feminista potente, también es importante que existan referentes que se salgan de la norma en el panorama musical masivo».
El bloguero Nacho Moreno señaló que «el valor que tiene es haber sido capaz de conectar con su tiempo: representa los signos de cansancio de la segunda ola "fe-minista"». También añadió que «Madonna es la necesidad de una actitud más positiva hacia el sexo durante el infierno del Sida pero, sobre todo, representa el paso de una lucha social basada en la construcción de identidades colectivas ("las mujeres", "los gays") a una lucha micro-social basada en intereses más individualizados». De manera muy similar, Irene G. Rubio del periódico Diagonal notó que la artista «apoyaba las reivindicaciones de los colectivos homosexuales y la lucha contra el Sida en una época en que pesaba todavía el estigma sobre la enfermedad». Finalmente, dijo que el idilio provocó «ríos de tinta de escritos académicos sobre la relación entre música, cultura popular y feminismo, hasta el punto de generar una corriente llamada Madonna Studies».
Entre los ejemplos sobre la bibliografía de la artista y el punto de vista del feminismo o su relación con las mujeres están: I Dream of Madonna: Women's Dreams of the Goddess of Pop de 1993 o Material Girls: Making Sense of Feminist Cultural Theory de 1995 que se enfoca en la introducción a la teoría cultural feminista. El libro de 1997, Madonna: Bawdy and Soul, escrito por la académica Karlene Faith. Lucy O'Brien, escritora que enfoca su obra en las mujeres, publicó en 2007 el libro Madonna: Like an Icon. En 2012, las autoras Laura Barcella y Jessica Valenti escribieron el impacto que tiene la artista en la vida de más de cuarenta mujeres en el libro Madonna and Me: Women Writers on the Queen of Pop. También se inauguró una aula de extensión en la Universidad de Oviedo llamada «What if feels like for a girl: Madonna y las otras mujeres». La autora Strawberry Saroyan explicó:

Madonna es una narradora, una pionera cultural y lo importante es su mensaje. Y todas esas cosas han sido brillantemente de una pieza. La capacidad de Madonna para llevar su mensaje más allá de música y el impacto en la vida de las mujeres ha sido su legado.

### En la industria musical
Para los expertos, Madonna es responsable de un cambio total del rol de las mujeres en la historia de la música. Fue la primera en tomar control completo de su música e imagen, y la figura femenina eminente que explotó plenamente el potencial del vídeo musical. Es así como Madonna se convirtió en la primera estrella del pop femenina y la primera mujer en demostrar su sexualidad con comercialidad y aprobación. Susan Sarandon expresó que «la historia de las mujeres en la música popular casi puede dividirse en antes y después de Madonna».
Tony Sclafani de la compañía MSNBC explica que «vale la pena señalar que antes de Madonna, la mayoría de las megaestrellas eran individuos rockeros, después de ella, casi todas serían cantantes femeninas. Cuando The Beatles invadió Estados Unidos cambió el paradigma del artista intérprete desde solista de banda. Madonna cambió esto de nuevo, con énfasis en las mujeres». Al respecto, el editor de El Telégrafo, Fausto Rivera Yánez, refirió que «no solo eran mujeres quienes rezaban sus canciones, sino que ahora se veía una hilera de hombres desprendidos de prejuicios...». Después de varias décadas en la escena, el periodista Marco Tulio López Romero en el portal ElFichero.com expone que «este fenómeno [Madonna] ha sobrevivido ya casi cuatro décadas, a la par de los artistas de rock, todos hombres». Así, los académicos de la Universidad de Oviedo dicen que «Madonna es la única mujer que lleva una carrera en el mundo de la música tan larga y exitosa a nivel masivo».
El redactor jefe de la revista Blender dijo que «[ella] abrió la puerta para lo que las mujeres podrían hacer y es permitido hacer». La editora de cultura popular, Erin Vargo consideró que «Madonna ha luchado por la libertad de expresión de las artistas femeninas. The Times declaró: «Madonna, guste o no, inició una revolución entre las mujeres en la música... su actitud y opiniones sobre el sexo, la desnudez, estilo y la sexualidad obligaron al público a sentarse y tomar nota».
Es considera con eufemismo por autores intelectuales de muchas partes del mundo, como la músico más influyente, grandiosa, de mayor éxito y emblemática de todos los tiempos. Es también, la artista femenina de mayores ventas musicales en la historia, reconocida por el Libro Guinness de los Récords. El musicólogo David Nicholls para la Universidad de Cambridge dijo al respecto:

Madonna se convirtió en la músico más famosa en el mundo y la mujer más exitosa en la historia musical por sus habilidades que evocan inflexiones y explotan las tensiones implícitas en una variedad de estereotipos e imágenes de las mujeres.

### Complementaria (externa)
- Feministas famosas: celebridades que rechazan el machismo en Terra Networks
- Madonna a los 55 años de edad: ¿Existe otro momento mejor para examinar sus contribuciones a la moda y el feminismo? en Blouin Media
- UGA students weigh in on feminism, sexualization of women in music en The Red and Black (Universidad de Georgia)